# Auxílio-acidente
Auxílio-acidente é um benefício previdenciário de caráter indenizatório. Consiste numa renda de 50% (cinquenta por cento) do salário de contribuição que deu origem ao auxílio doença e não poderá ser acumulado com qualquer aposentadoria. Ainda, é defesa a sua cumulação como outro auxílio acidente, tampouco com auxílio doença decorrente da mesma lesão.É devido a segurados empregados, empregado doméstico, trabalhadores avulsos e segurados especiais (pequenos agricultores e pescadores) em caso de sequelas resultantes da consolidação de lesões decorrentes de acidentes de qualquer natureza (do trabalho ou comum), que impliquem na diminuição da capacidade para exercer o trabalho que habitualmente exercia antes do acidente. Para a concessão do benefício, não é necessário o recebimento de auxílio doença antes. É isento de carência e tem seu início após o término do auxílio doença.  